# HomeRekords
HomeRekords ist ein Kompilationsalbum der Schweizer Band Züri West. Es erschien am 23. April 2010 auf den Labels Sound Service und Weltrekords.

## Entstehungsgeschichte
Die 16 Lieder des Albums sind eine Auswahl aus unveröffentlichten Liedern, Demoaufnahmen und Alternativversionen. Die Zusammenstellung wurde von der Band in den U3- und Besconi-Studios in Bern vorgenommen und war ein Bandentscheid nach dem Abmischen. Der Mix und das Mastering wurde von Oli Bösch vorgenommen. Als ausführende Produzenten traten Stefan Mischler und Hans Schneeberger auf. Tatsächlich wurde an den Liedern wenig verändert, lediglich der Lautstärkepegel wurde angepasst, so dass die Lieder auf dem Album wie aus einem Guss wirken. Der Löwenanteil der Songs stammt aus den Jahren 1996 bis 2008, lediglich L.I.M.S. ist ein Fundstück aus den 1980ern.
Das Album war 19 Wochen in den Schweizer Charts, davon eine Woche auf Platz 1. Das Album wurde 2010 mit Platin ausgezeichnet.

## Cover
Das Cover des Albums  ist entgegen der üblichen Tradition ein aktuelles Bandfoto. Die Augenklappe trug der Bassist aufgrund eines Unfalles mit dem Gleitschirm.

## Titelliste
1. Was tribt de di gäng dür die Nächt – 2:01
2. Sensibel – 2:37
3. Liebi niene meh – 2:44
4. No’ne Blues (Klavierstunde) – 2:11
5. Haubi Songs (Passerelle) – 2:21
6. Luki’s Loki – 2:13
7. Chinasky (Flötenstunde) – 2:57
8. Schöne Geburtstag – 2:43
9. Güggu – 2:51
10. Mir si die letschte Mönsche uf dr Wäut – 3:01
11. U3 – 3:08
12. Chinasky (Jimi T.) – 1:29
13. Fögi – 1:11
14. Rote Wii (Gitarrenstunde) – 2:01
15. L.I.M.S. – 1:58
16. Haubi Songs (Veranda) – 3:10

## Songinfos
- Zum Song Güggu gibt es ein Musikvideo.
- Lukis Loki entstand Ende der 1990er Jahre und erschien hier zum ersten Mal.[9]
- Rote Wii ist eine Coverversion des gleichnamigen Songs des Schweizer Mundartrockers Polo Hofer.[10]
- L.I.M.S. stammt aus den 1980er Jahren und ist damit die älteste Aufnahme auf dem Album.[3]
- Der Name U3 kommt vom Namen des Aufnahmestudios. Das Lied ist die Urversion von Allei uf e Mond vom Album Hoover Jam (1996).[11][12]
- Mir si die letschte Mönsche uf dr Wäut ist die Urversion von Toti Flüger vom Album Radio zum Glück (2001)[11]

## Weiteres
Züri West bot neun der 16 Titel als Version ohne Gesang auf ihrer Website zum Download an. mit der Aufforderung:
«Lade unsere Demos runter und bastle dein eigenes Züri West Demotape! Besinge es, spiel was drauf, schneid dran rum und schicks zurück! Wir werden die Songs hier veröffentlichen.»
Die Resultate wurden auf Youtube und Soundcloud veröffentlicht und von der Website der Band aus verlinkt.

## Rezension
Die Rezensionen reichen von verhaltend bis zur Kaufempfehlung. Obwohl die Songs aus unterschiedlichen Jahrzehnten stammen, kommt das Album als ganzes daher. Dennoch rauschen und wiern einige der Songs. Der Song Lukis Loki wurde als infantil bezeichnet.
Der Einblick in den Schaffensprozess der Band wird durchaus geschätzt, jedoch ist dies auch der Grund für die verhaltenen Kritiken. Die fehlende Bearbeitung der Songs und der «Einblick in das Atelier der Musiker» waren aber auch explizite Ziele der Band.